# Joana Hadjithomas
Joana Hadjithomas (en árabe: جوانا حاجي توما‎   , en griego: Ιωάννα Χατζηθωμά) es una directora de cine, guionista y productora libanesa.

## Carrera
Hadjithomas a menudo colabora con Khalil Joreige. A Perfect Day (2005) es una de sus películas más aclamadas y la cual les valió el Premio Don Quijote y el Premio FIPRESCI en el Festival Internacional de Cine de Locarno. También recibieron elogios por Around the Pink House, que fue la presentación oficial de Mejor Película en Lengua Extranjera del Líbano en la 72.ª edición de los Premios de la Academia, pero no lograron recibir una nominación. 
En 2012 participó en la novena Bienal de Gwangju, la exposición del arte moderno más influential en Asia.
Fue seleccionada para formar parte del jurado de la Cinéfondation y las secciones de cortometrajes del Festival de Cannes de 2015.

## Filmografía
- The Agony of the Feet (1994)
- 333 Sycamore (1994)
- Faute d'identités (Lack of Identity) (1997)
- al-Bayt al-zahr (Around the Pink House) (1999)
- Khiyam (2000)
- Rounds (2001)
- Ramad (Ashes) (2002)
- al-Film al-mafqud (The Lost Film) (2003)
- A Perfect Day (2005)
- Open the Door please / Childhood (2007)
- Je veux voir (I Want to See) (2008)
- The Lebanese Rocket Society (2012)[4]